# Треугольник Пенроуза
Треуго́льник Пенро́уза — одна из основных невозможных фигур, известная также под названиями невозможный треугольник и трибар.

## История
Был создан в 1934 году шведским художником Оскаром Реутерсвардом, который изобразил его в виде набора кубиков. В 1980 году этот вариант невозможного треугольника был напечатан на шведских почтовых марках.
Широкую известность эта фигура обрела после опубликования в 1958 году статьи о невозможных фигурах в «Британском журнале психологии» английским психиатром Лайонелом Пенроузом и его сыном, математиком Роджером Пенроузом (впоследствии лауреатом Нобелевской премии по физике 2020 года). Также в этой статье невозможный треугольник был изображен в наиболее общей форме — в виде трёх балок, соединённых друг с другом под прямыми углами. Под влиянием этой статьи в 1961 голландский художник Мауриц Эшер создал одну из своих знаменитых литографий «Водопад».

## Скульптуры
13-метровая скульптура невозможного треугольника из алюминия была воздвигнута в 1999 году в городе Перт (Австралия)
- Скульптура невозможного треугольника, Перт, Австралия
- Он же в трёх ракурсах
- Скульптура, кажущийся треугольник, Немецкий технический музей
- Та же скульптура при изменении точки просмотра

## Другие фигуры
Хотя вполне возможно построение аналогов треугольника Пенроуза на основе правильных многоугольников, визуальный эффект от них не столь впечатляющий. При увеличении количества сторон объект кажется просто искривлённым или скрученным.
- Квадрат
- Пятиугольник
- Шестиугольник
- Восьмиугольник
- Звезда
- Гексаграммы